# 네루컵
네루컵(Nehru Cup)은 인도에서 열리는 국제축구 대회이다. 네루 골드컵이라는 명칭으로도 불렸다.

## 경기 결과
| 연도   | 개최지         | 우승                   | 준우승                 |
| ------ | -------------- | ---------------------- | ---------------------- |
| 1982년 | 콜카타         | 우루과이               | 중화인민공화국         |
| 1983년 | 코치           | 헝가리 올림픽 대표팀   | 중화인민공화국         |
| 1984년 | 콜카타         | 폴란드                 | 중화인민공화국         |
| 1985년 | 코치           | 소련                   | 유고슬라비아           |
| 1986년 | 티루바난타푸람 | 소련 선발팀            | 중화인민공화국         |
| 1987년 | 코지코드       | 소련 선발팀            | 불가리아 올림픽 대표팀 |
| 1988년 | 실리구리       | 소련 올림픽 대표팀     | 폴란드 올림픽 대표팀   |
| 1989년 | 마르가오       | 헝가리 선발팀          | 소련 선발팀            |
| 1991년 | 티루바난타푸람 | 루마니아 B팀           | 헝가리                 |
| 1993년 | 첸나이         | 조선민주주의인민공화국 | 루마니아 B팀           |
| 1995년 | 콜카타         | 이라크                 | 러시아 U-20            |
| 1997년 | 코치           | 이라크                 | 우즈베키스탄 U-19      |
| 2007년 | 뉴델리         | 인도                   | 시리아                 |
| 2009년 | 뉴델리         | 인도                   | 시리아                 |
| 2012년 | 뉴델리         | 인도                   | 카메룬 선발            |

## 같이 보기
- 구정컵
- 기린컵
- 머라이언컵 국제축구대회
- 메르데카 국제축구대회
- 인도네시아 독립컵
- 자카르타 기념 국제축구대회
- 코리아컵 국제축구대회
- 퀸스컵
- 킹스컵
- IFA 실드